# NGC 4122
NGC 4122 este o radiogalaxie situată în constelația Părul Berenicei. A fost descoperită în 29 aprilie 1827 de către John Herschel.